# Фортуна (Калифорния)
Фортуна (англ. Fortuna) — город в округе Гумбольдт в штате Калифорния в Соединённых Штатах Америки.
Согласно данным переписи населения США 2020 года число жителей города 
составляло 12 516 человек, что, для такого небольшого населённого пункта, существенно больше (+ 4.9%), чем было во время предыдущей переписи проводившейся в 2010 году (11 926 человек).

## История
Первоначально поселение называлось «Слайд», как термин используемый в физической географии, по названию Слайд-Хилл — оползня, который зафиксировался на северо-восточной стороне реки Ил и юго-западной части Кристиан-Ридж прямо на северо-западе, недалеко от границы города. 
В 1875 году название было изменено на Спрингвилл (англ. Springville) во время строительства Спрингвиллской мельницы, лесопилки для близлежащих лесов секвойи, названной так из-за многочисленных источников в этом районе. Спрингвилл изначально был посёлком компании-владельца мельницы. К концу 1870-х годов Спрингвилл достаточно разросся, чтобы иметь почтовое отделение, но в штате уже существовал город под названием Спрингвилл, Калифорния (теперь часть Камарилло, в округе Вентура). Почтовое отделение было названо «Слайд» 24 мая 1876 года. 

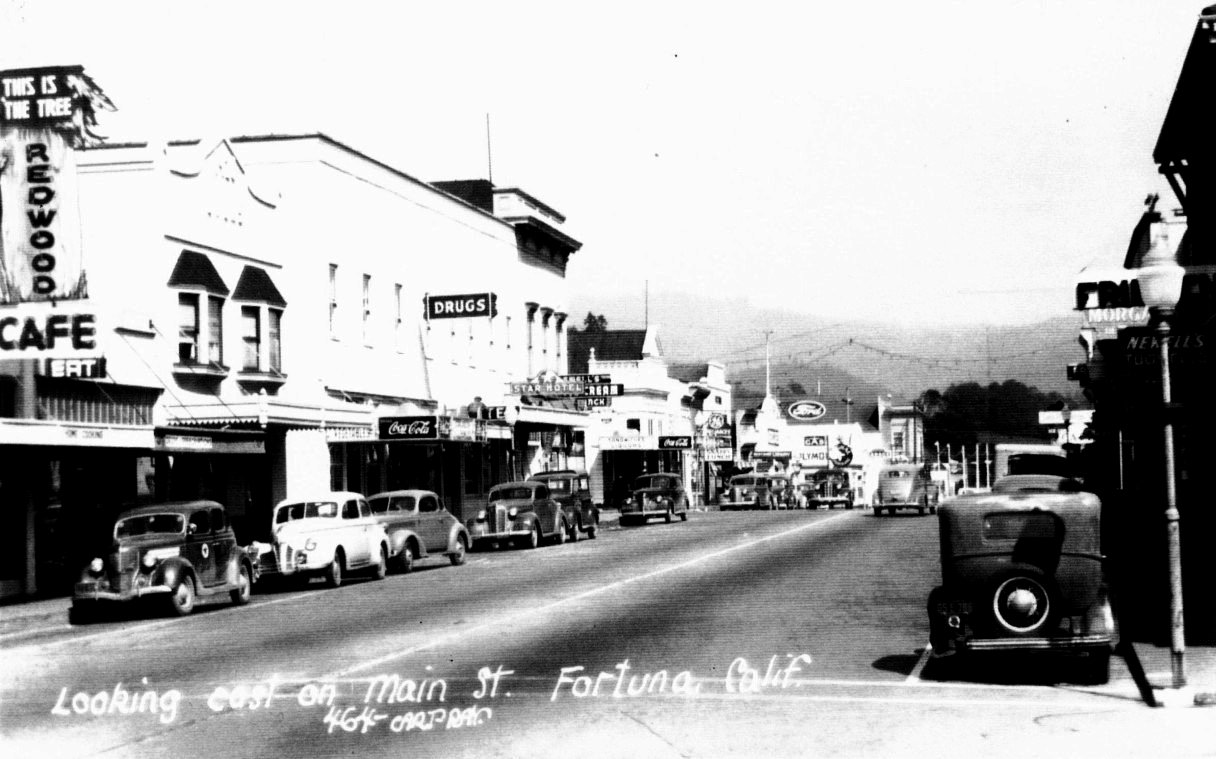
Мнйн-Стрит после ВМВ

В 1883 году в город было проведено электричество, благодаря постройке поблизости новой электростанции.
В 1884 году жители подали прошение в законодательный орган штата на название Фортуна, что по-испански означает «удача», а по-латыни — «шанс», и к 3 июля 1888 года изменение стало официальным. Название было выбрано, когда поселенцы увидели близость лесов, реки и ее долины, а также Тихого океана, как идеальное место для наслаждения хорошим качеством жизни. Есть версия, что местный министр и агент по недвижимости, желая продать участки новоприбывшим, придумали это название как маркетинговый инструмент.

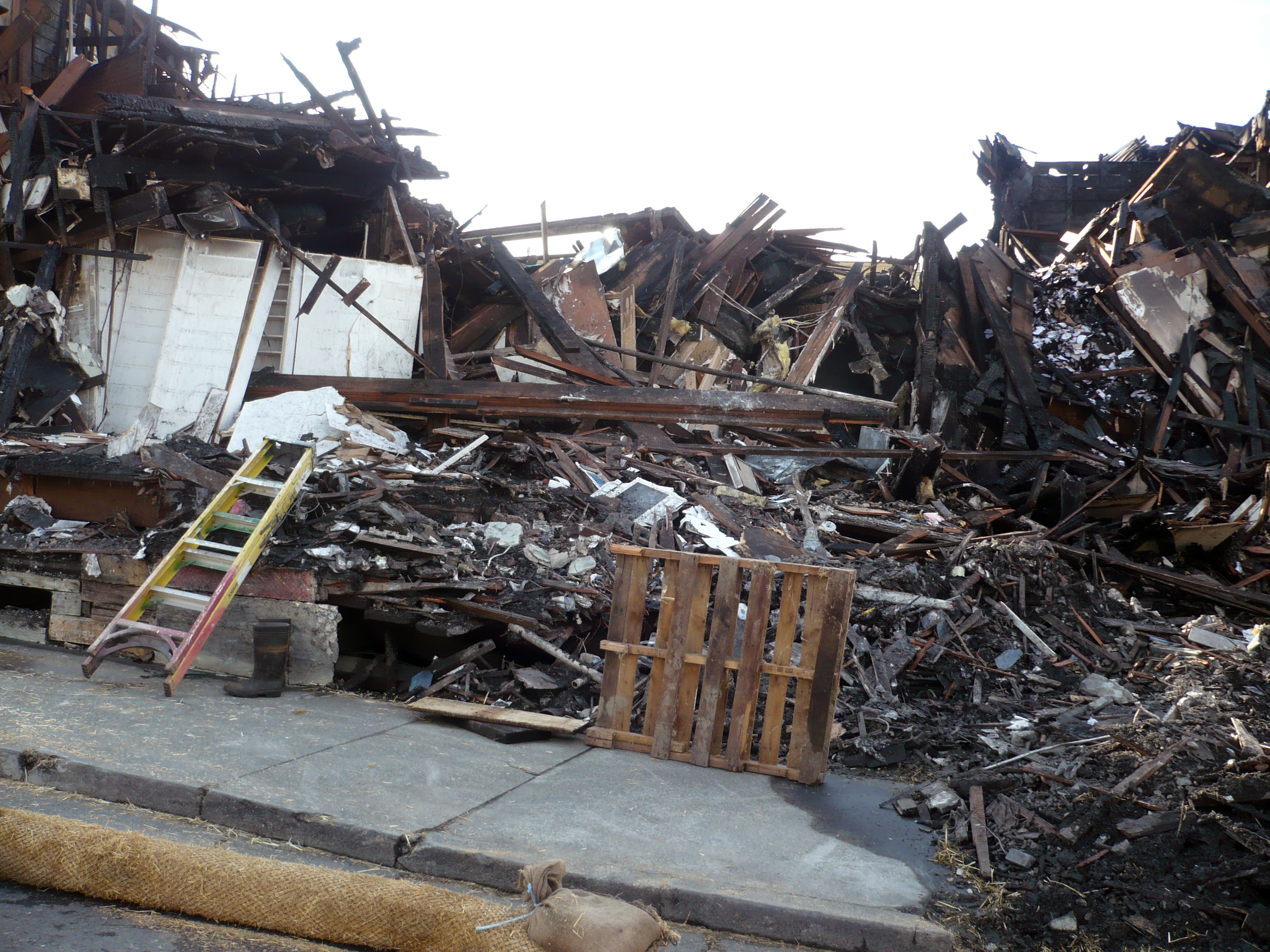
Гостиница «Star Hotel» после пожара (2015 год)

20 февраля 1906 года сообщество Фортуна официально получило статус города.
Город стал известен своими сельскохозяйственными достижениями в выращивании овощей, ягод и фруктов, а также свежей речной рыбой. Хотя сельскохозяйственная промышленность расширялась, лесная промышленность стала тем, что положило начало городу и продолжало оставаться основным источником местного дохода в течение довольно продолжительного времени.

## География
Согласно данным Бюро переписи населения США, общая площадь города составляет 4,8 квадратных мили (12 км2), вся эта территория представляет собой сушу.

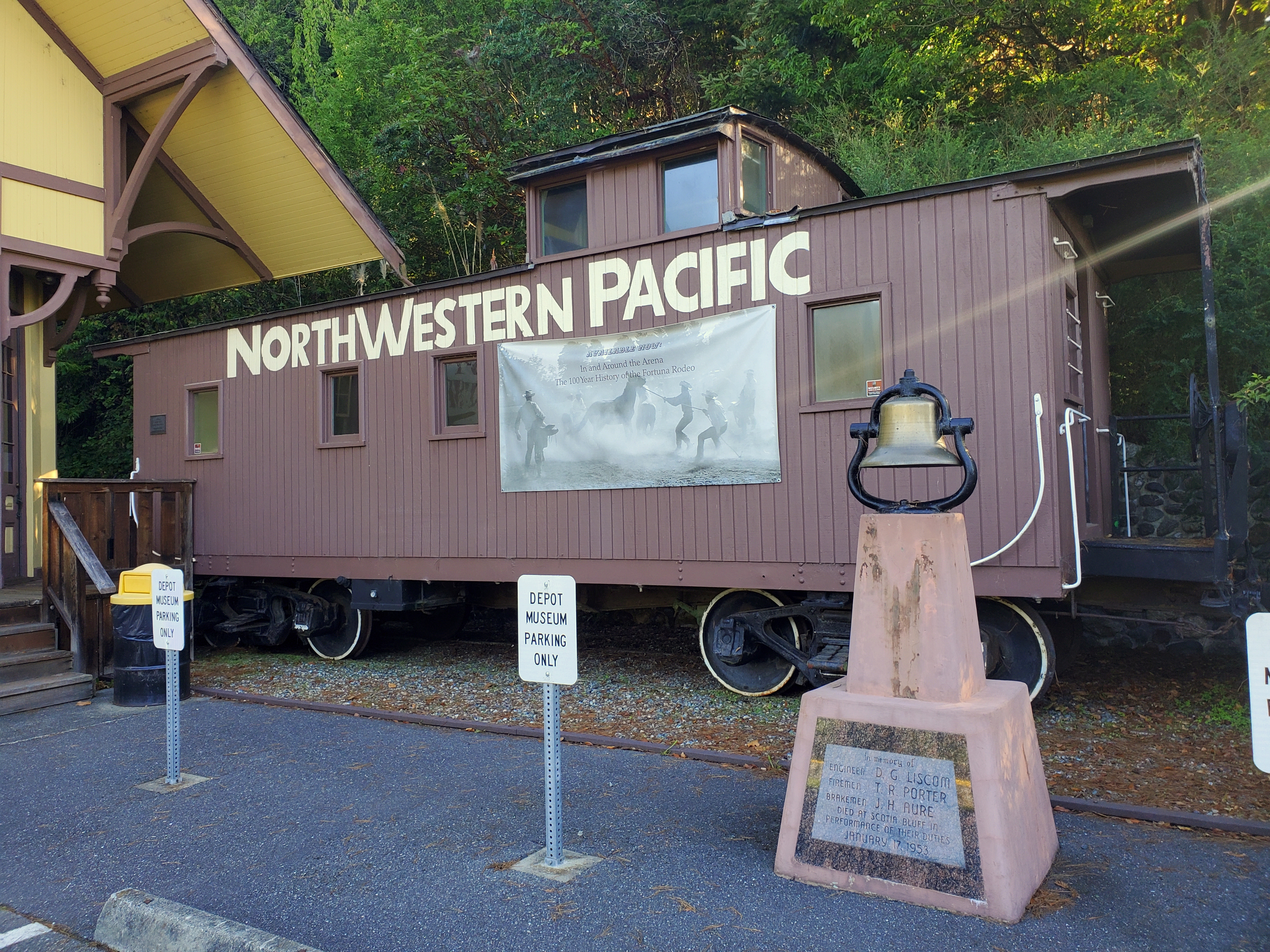
Железнодорожный музей в старом депо в Фортуне

Город Фортун расположен в 7 милях (11 км) от побережья Тихого океана на берегу реки Ил. На сообщество влияют прибрежные погодные условия с Тихим океаном на западе. Фортуна обслуживается шоссе 101 США, обеспечивающим прямой доступ к Сан-Франциско в 253 милях (407 км) к югу и к Эврике (окружному центру) в 14 милях (23 км) к северу. Западная конечная точка шоссе 36 штата Калифорния пересекает шоссе 101 США в одной миле (1,6 км) к югу от городской черты. 
Фортуна окружена национальными, государственными и окружными парками секвойи и является воротами в леса секвойи Северной Калифорнии. 33-мильная (53 км) Аллея гигантов предлагает виды на секвойи этого района и пролегает через множество рощ. Остановки включают Центр для посетителей около Виотт (англ. Weott) и несколько мест, которые обеспечивают доступ к тропам.